# Lussac (Charente)
Lussac è un comune francese di 292 abitanti situato nel dipartimento della Charente, nella regione della Nuova Aquitania.

## Società

### Evoluzione demografica
Abitanti censiti